# Lucien van Nuffel
Lucien van Nuffel, né le 14 janvier 1914 et mort en 1980, était un arbitre belge de football des années 1950 et 1960.

## Carrière
Il a officié dans des compétitions majeures : 
- Coupe du monde de football de 1958 (1 match)
- JO 1960 (2 matchs)
- Coupe des villes de foires 1958-1960 (finales aller et retour)
- Coupe d'Europe des vainqueurs de coupe de football 1963-1964 (finales aller et retour)